# 밀레토스

밀레토스의 그리스식 극장

밀레토스(그리스어: Μίλητος)는 아나톨리아 서부 해안에 있던 고대 그리스 이오니아의 도시의 이름으로, 현재는 터키에 속하는 지역이다.
후기 청동기 시대인 미노스 문명과 미케네 문명시대에는 사람이 살던 것으로 보이며, 이 시대에는 히타이트와도 경쟁하였다. 이후 그리스 암흑기 시대에는 사람이 살지 않았다가 기원전 6세기 중반에 이오니아 인들이 건너가 도시를 세웠다. 당시 그리스 동쪽에서 가장 큰 도시였으며, 나중에 뤼디아와 경쟁하였고 결국 뤼디아에 굴복한 것으로 추정된다. 키루스 2세의 페르시아 제국이 성립한 이후에는 페르시아에 복속되었고, 기원전 502년 이오니아 반란이 일어났을 때 반란의 중심 도시였다. 페르시아가 무자비하게 반란을 진압하자 그리스인들은 모두 밀레토스의 함락을 슬퍼했다. 그리스-페르시아 전쟁에서 그리스가 승리한 후 밀레토스는 아테네의 델로스 동맹에 속해 있었다. 기원전 334년 알렉산드로스 대왕의 정복 이후 완전히 페르시아에서 벗어났다.
밀레토스는 이오니아 지방의 상업적 중심지였을 뿐만 아니라 탈레스, 아낙시만드로스, 아낙시메네스 같은 유명한 철학자들을 배출한 것으로도 유명하다.
| 아테나이스파르타밀레토스 (이오니아)포카이아 (이오니아)히오스 섬 (이오니아)사모스 섬 (이오니아)델로스 섬 (이오니아)마라톤 전투테르모필레 전투살라미스 해전마케도니아동부 트라키아서부 트라키아헬레스폰토스 해협 · ·다르다넬스 해협아이고스포타모이 해전class=notpageimage\| 기원전 5세기의 고대 그리스의 위치지도 |